# Cries of the Past
Cries of the Past (En español: Gritos del Pasado) es un álbum de Unblack Metal/Death Metal escrito y lanzado por la banda Underoath. Es el segundo álbum de la banda. Fue lanzado el 4 de julio de 2000 bajo el sello Takehold Records. El álbum tuvo solamente 3000 copias y actualmente está fuera de impresión. La aparición de Christopher Dudley en los teclados le dio una base sinfónica al grupo, mientras que las guitarras, a diferencia de su primer disco, son más melódicas y técnicas sin dejar el death metal del disco anterior, dando como resultado un álbum más relacionado al metal extremo que al hardcore, esto se denota en el uso más frecuente de blast beats extremos y potentes que en el disco anterior donde Gillespie solo hacía uso de este estilo de ritmos en pequeñas y cortas partes de las canciones. En cuanto a los temas, hay un cambio desde las letras cristianas del disco anterior a unas más personales que giran en torno al accidente de una mujer, su muerte y su pérdida.

## Lista de canciones
| N.º | Título                     | Duración |  |
| 1.  | «The Last»                 | 7:41     |  |
| 2.  | «Giving Up Hurts the Most» | 7:46     |  |
| 3.  | «Walking Away»             | 7:36     |  |
| 4.  | «And I Dreamt Of You»      | 11:23    |  |
| 5.  | «Cries Of The Past»        | 8:23     |  |

## Personal
- Dallas Taylor – voces.
- Corey Steger – guitarra principal, coros.
- Octavio Fernández – guitarra rítmica.
- Matt Clark – bajo.
- Aaron Gillespie – batería, percusión.
- Christopher Dudley – teclados.
- James Paul Wisner – productor.